# Deloria (cratère)
Pour les articles homonymes, voir Deloria.
Deloria est un cratère d'impact sur la surface de Vénus, situé dans le quadrangle de Juno Chasma (quadrangle V-47). Son diamètre est de 31,9 km.
Le cratère a ainsi été nommé par l'Union astronomique internationale en 1991 en hommage à l'anthropologue sioux Ella Cara Deloria.